# Oreste Bilancia
Oreste Bilancia (Catania, 24 de septiembre de 1881 – Roma, 31 de octubre de 1945) fue un actor teatral y cinematográfico de nacionalidad italiana.

## Biografía
Nacido en Catania, Italia, a lo largo de una carrera cinematográfica de treinta años rodó más de 100 películas, muchas de ellas producidas por la compañía Fert de Turín. En sus últimos años fue también actor teatral, trabajando en compañía de intérpretes como Anna Magnani
En Italia, entre 1929 y 1931 fue prohibido el doblaje, y debía eliminarse el sonido de los filmes. A fin de superar tal inconveniente, se recurrió a muchas estratagemas, y actores como Oreste Bilancia y Alberto Capozzi participaron en una de las más curiosas: se añadían nuevas escenas, y los actores italianos repretían lo mismo que los actores americanos habían dicho antes.
Oreste Bilancia falleció en Roma, Italia, en 1945.

## Filmografía
| - Il fauno, de Febo Mari (1917) - Lucciola, de Augusto Genina (1917) - La casa di vetro, de Gennaro Righelli (1920) - L'isola della felicità, de Luciano Doria (1921) - Il fango e le stelle, de Pier Angelo Mazzolotti (1921) - La statua di carne, de Mario Almirante (1921) - La rosa di Fortunio, de Luciano Doria (1922) - Sogno d'amore, de Gennaro Righelli (1922) - Le sorprese del divorzio, de Guido Brignone (1923) - Treno di piacere, de Luciano Doria (1924) - Largo alle donne!, de Guido Brignone (1924) - Caporal Saetta, de Eugenio Perego (1924) - La taverna verde, de Luciano Doria (1924) - Voglio tradire mio marito, de Mario Camerini (1925) - L'ultimo Lord, de Augusto Genina (1926) - Non si scherza con l'amore, de Georg Wilhelm Pabst (1926) - Florette e Patapon, de Amleto Palermi (1927) - Wenn der junge Wein blüht, de Carl Wilhelm (1927) - Gauner im Frack, de Manfred Noa (1927) - Villa Falconieri, de Richard Oswald (1928) - La grande tormenta , de Carmine Gallone (1928) - La straniera, de Amleto Palermi y Gaston Ravel (1930) - Il segreto del dottore, de Jack Salvatori (1930) - Perché no?, de Amleto Palermi (1930) - La donna di una notte, de Amleto Palermi (1931) - La vacanza del diavolo, de Jack Salvatori (1931) - Cinque a zero, de Mario Bonnard (1932) - Il dono del mattino, de Enrico Guazzoni (1932) - Paradiso, de Guido Brignone (1932) - Zaganella e il cavaliere, de Gustavo Serena (1932) - Quando eravamo muti, de Riccardo Cassano (1933) - Sette giorni cento lire, de Nunzio Malasomma (1933) - Kiki, de Raffaello Matarazzo (1934) | - La marcia nuziale, de Mario Bonnard (1934) - La mia vita sei tu, de Pietro Francisci (1935) - Casta Diva, de Carmine Gallone (1935) - Arma bianca, de Ferdinando Maria Poggioli (1936) - Una donna tra due mondi, de Goffredo Alessandrini (1936) - Ballerine, de Gustav Machaty (1936) - Il diario di una donna amata, de Henry Koster (1936) - L'ambasciatore, de Baldassarre Negroni (1936) - Fermo con le mani!, de Gero Zambuto (1937) - Jeanne Doré, de Mario Bonnard (1938) - Condottieri, de Luis Trenker (1937) - Il suo destino, de Enrico Guazzoni (1938) - Jeanne Doré, de Mario Bonnard (1938) - Unsere kleine Frau, de Paul Verhoven (1938) - Per uomini soli, de Guido Brignone (1938) - Amami, Alfredo!, dieCarmine Gallone (1940) - San Giovanni decollato, de Amleto Palermi (1940) - Don Pasquale , de Camillo Mastrocinque (1940) - Ecco la felicità, de Marcel L'Herbier (1940) - Il re del circo, de Hans Hinrich (1940) - La granduchessa si diverte, de Giacomo Gentilomo (1940) - La reggia sul fiume, de Alberto Salvi (1940) - Rosa di sangue, de Jean Choux (1940) - Taverna rossa, de Max Neufeld (1940) - La donna perduta, de Domenico Gambino (1940) - L'amante segreta, de Carmine Gallone (1941) - Vertigine, de Guido Brignone (1941) - Quattro passi fra le nuvole, de Alessandro Blasetti (1942) - Due cuori fra le belve, de Giorgio Simonelli (1943) - Macario contro Zagomar, de Giorgio Ferroni (1943) - Rossini, de Mario Bonnard (1943) - Il fiore sotto gli occhi, de Guido Brignone (1944) |